# Jeremy Gaige
Jeremy Gaige (1927-2011) foi um arquivista americano sobre o xadrez. Seus trabalhos mais importantes incluem Chess Tournament Crosstables (volume I a V), Chess Personalia e Chess Tournaments - A Checklist (vol I e II). Gaige registrou os dados pessoais de mais de dez mil jogadores e duas mil tabelas de resultados de torneios com vencedores e datas de realização por mais de 30 anos e suas publicações são obras de referência na área.